# (473114) 2015 HL174
(473114) 2015 HL174 es un asteroide perteneciente al cinturón de asteroides, descubierto el 24 de febrero de 2010 por Wide-field Infrared Survey Explorer desde el telescopio espacial Wide-Field Infrared Survey Explorer (WISE), Estados Unidos.

## Designación y nombre
Designado provisionalmente como 2015 HL17.

## Características orbitales
2015 HL174 está situado a una distancia media del Sol de 3,084 ua, pudiendo alejarse hasta 3,669 ua y acercarse hasta 2,498 ua. Su excentricidad es 0,189 y la inclinación orbital 9,870 grados. Emplea 1978 días en completar una órbita alrededor del Sol.

## Características físicas
La magnitud absoluta de 2015 HL174 es 16,9. Tiene 2,748 km de diámetro y su albedo se estima en 0,059.